# Vriesea menescalii
Vriesea menescalii là một loài thuộc chi Vriesea. Đây là loài đặc hữu của Brasil.